# 380480 Glennhawley
380480 Glennhawley è un asteroide della fascia principale. Scoperto nel 2003, presenta un'orbita caratterizzata da un semiasse maggiore pari a 2,9931504 UA e da un'eccentricità di 0,0734043, inclinata di 10,92582° rispetto all'eclittica.